# Cozyptila
Cozyptila is een geslacht van spinnen uit de  familie van de Thomisidae (krabspinnen).

## Soorten
- Cozyptila blackwalli (Simon, 1875)[1]
- Cozyptila guseinovorum Marusik & Kovblyuk, 2005
- Cozyptila thaleri Marusik & Kovblyuk, 2005